# William Bradford (polityk z Rhode Island)
William Bradford (ur. 4 listopada 1729 roku – zm. 6 lipca 1808 roku) – amerykański lekarz, prawnik i polityk.
W latach 1775–1778 piastował stanowisko wicegubernatora stanu Rhode Island. W 1776 roku został wybrany delegatem na Kongres Kontynentalny, jednak w nim nie uczestniczył. W latach 1793–1797 reprezentował stan Rhode Island w Senacie Stanów Zjednoczonych, gdzie w 1797 roku pełnił funkcję przewodniczącego pro tempore.